# بایکالسک
شهر بایکالسک (به روسی: Байкальск) در کشور روسیه و در اوبلاست ایرکوتسک واقع شده‌است.